# Dermomurex scalaroides
Dermomurex scalaroides is een slakkensoort uit de familie van de Muricidae. De wetenschappelijke naam van de soort is voor het eerst geldig gepubliceerd in 1829 door Blainville.